# Casa individuală de pe str. Alexandru cel Bun, 104 (Chișinău)
Casa individuală de pe str. Alexandru cel Bun, 104 este o clădire amplasată pe str. Alexandru cel Bun, 104 în Chișinău, Republica Moldova. Este un monument arhitectural de importanță națională inclus în Registrul monumentelor Republicii Moldova ocrotite de stat cu nr. 104 (municipiul Chișinău). Datează de la înc. sec. XX.